# Coenonympha lecerfi
Coenonympha lecerfi är en fjärilsart som beskrevs av De Lesse 1949. Coenonympha lecerfi ingår i släktet Coenonympha och familjen praktfjärilar. Inga underarter finns listade i Catalogue of Life.